# Liste der Einträge im National Register of Historic Places im Oneida County (Wisconsin)

Lage des Oneida County in Wisconsin

Die Liste der Einträge im National Register of Historic Places im Oneida County in Wisconsin führt alle Bauwerke und historischen Stätten im Oneida County auf, die in das National Register of Historic Places aufgenommen wurden.

## Legende
| NRHP | Historic Place    |
| HD   | Historic District |

## Aktuelle Einträge
| [ 2 ] | Name                                                | Bild                                                | Eintragsdatum                                  | Lage                                                      | Ort                   | Beschreibung |
| ----- | --------------------------------------------------- | --------------------------------------------------- | ---------------------------------------------- | --------------------------------------------------------- | --------------------- | --- |
| 1     | Ella M. Boesel Boathouse                            |                                                     | 1997 ID-Nr. 97000889                           | 9282 Country Club Road 45° 52′ 2″ N, 89° 41′ 15″ W        | Town of Minocqua      | 1935 am Lake Minocqua im Craftsman Style errichtetes Bootshaus                                                                              |
| 2     | First National Bank                                 | First National Bank                                 | 1973 ID-Nr. 73000091                           | 8 West Davenport Street 45° 38′ 17″ N, 89° 24′ 41″ W      | Rhinelander           | 1911 aus Ziegeln im Stil der Prairie Houses                                                                                                 |
| 3     | Fishers Island                                      |                                                     | 1994 ID-Nr. 94001329                           | Adresse nicht veröffentlicht                              | Town of Minocqua      | |
| 4     | Hans J. Hagge Boathouse                             |                                                     | 2005 ID-Nr. 05001493                           | 7220 Newell Road 45° 49′ 0″ N, 89° 43′ 23″ W              | Hazelhurst            | 1938–1939 am Lake Katherine im Craftsman Style errichtetes Bootshaus                                                                        |
| 5     | Indianapolis Outing Club                            |                                                     | 2004 ID-Nr. 04000156                           | 7371 Wheeler Island Road 45° 49′ 18″ N, 89° 8′ 35″ W      | Town of Three Lakes   | 1902 angelegte Gelände eines privaten Erholungsclubs von Geschäftsleuten aus Indiana und Kentucky                                           |
| 6     | Jollywood                                           |                                                     | 2003 ID-Nr. 03000166                           | 999 Leatzow Road 45° 49′ 25″ N, 89° 6′ 29″ W              | Town of Three Lakes   | Zwischen 1925 und 1948 errichtetes Anwesen der Familie des Baseballspieler Cy Williams                                                      |
| 7     | Lake Tomahawk Site                                  |                                                     | 1996 ID-Nr. 95001496                           | Adresse nicht veröffentlicht                              | Town of Lake Tomahawk | Vier Mounds aus der Woodland-Periode |
| 8     | Little St. Germain Creek Site                       |                                                     | 1993 ID-Nr. 93000217                           | Adresse nicht veröffentlicht                              | Town of Newbold       | |
| 9     | George P. Mayer Boathouse                           |                                                     | 2011 ID-Nr. 11000115                           | 7708 Braeger Road 45° 49′ 53″ N, 89° 10′ 11″ W            | Town of Three Lakes   | 1920 am Planting Ground Lake im Craftsman Style errichtetes Bootshaus mit oben gelegenen Wohnräumen                                         |
| 10    | McCord Village                                      |                                                     | 2001 ID-Nr. and 05000102 01000346 and 05000102 | Adresse nicht veröffentlicht                              | Town of Lynne         | Stelle eines von den 1890er bis in die 1950er Jahre bestehenden Dorfes von außerhalb ihrer Reservationen lebenden Potawatomi und Anishinabe |
| 11    | Mecikalski General Store, Saloon, and Boardinghouse | Mecikalski General Store, Saloon, and Boardinghouse | 1984 ID-Nr. 84003751                           | 465 Max Road 45° 30′ 28″ N, 89° 4′ 16″ W                  | Jennings              | 1899 errichtetes Gebäude, das als Gemischtwarenladen, Saloon, Hotel und Wohngebäude für Holzfäller genutzt wurde; heute Museum              |
| 12    | Marshall D. Miller Boathouse                        |                                                     | 2008 ID-Nr. 08000747                           | 7304 Campground Road 45° 48′ 44,6″ N, 89° 6′ 51,2″ W      | Town of Three Lakes   | Um 1920 errichtetes zweistöckiges Bootshaus eines Eisenbahnmanagers                                                                         |
| 13    | Oneida County Courthouse                            | Oneida County Courthouse                            | 1981 ID-Nr. 81000052                           | South Oneida Avenue 45° 38′ 15″ N, 89° 24′ 26″ W          | Rhinelander           | Von 1908 bis 1910 im neoklassizistischen Stil errichtetes Justiz- und Verwaltungsgebäude des Oneida County                                  |
| 14    | Pelican Lake Hotel                                  | Pelican Lake Hotel                                  | 2013 ID-Nr. 12001188                           | 745 US 45 45° 29′ 47,6″ N, 89° 10′ 8,8″ W                 | Pelican Lake          | 1928 am Pelican Lake aus Ziegeln errichtetes zweistöckiges Hotel, nachdem das Vorgängergebäude einem Feuer zum Opfer fiel                   |
| 15    | Phillip Orth Boathouse                              |                                                     | 2005 ID-Nr. 05001492                           | 9204 Country Club Road 45° 52′ 7″ N, 89° 40′ 47″ W        | Town of Minocqua      | 1926 am Lake Minocqua im Craftsman Style errichtetes Bootshaus                                                                              |
| 16    | Reay Boathouse                                      |                                                     | 2004 ID-Nr. 04000730                           | 1260 Honk Hill Road 45° 48′ 28″ N, 89° 7′ 35″ W           | Town of Three Lakes   | 1928 im Craftsman Style errichtetes zweistöckiges Bootshaus errichtetes Bootshaus                                                           |
| 17    | Solon and Mathilda Sutliff House                    | Solon and Mathilda Sutliff House                    | 2009 ID-Nr. 09000821                           | 306 Dahl Street 45° 38′ 18,1″ N, 89° 24′ 24,4″ W          | Rhinelander           | 1923 im Stil der Neorenaissance errichtetes Wohnhaus der Familie des Holz- und Papierunternehmers Solon Sutliff                             |
| 18    | Three Lakes Rod and Gun Club                        | Three Lakes Rod and Gun Club                        | 2013 ID-Nr. 13000808                           | 1230 WIS 32 45° 48′ 17,1″ N, 89° 7′ 35,4″ W               | Town of Three Lakes   | Gut erhaltenes Clubgelände des 1899 von Sportlern aus Illinois gegründeten Sportclubs                                                       |
| 19    | Tom 2 Site                                          |                                                     | 1994 ID-Nr. 94001330                           | Adresse nicht veröffentlicht 45° 48′ 56″ N, 89° 38′ 36″ W | Town of Lake Tomahawk | |
| 20    | Tomahawk Lake Camp Historic District                |                                                     | 1992 ID-Nr. 91001987                           | 8500 Raven Road 45° 48′ 3″ N, 89° 37′ 57″ W               | Town of Lake Tomahawk | Zu Beginn des 20. Jahrhunderts errichtetes Sanatorium für Tuberkulosekranke                                                                 |
| 21    | Joseph and Augusta Trunck Boathouse                 |                                                     | 2008 ID-Nr. 08000750                           | 1000 Leatzow Road 45° 49′ 4,7″ N, 89° 6′ 40″ W            | Town of Three Lakes   | 1928 am Little Fork Lake errichtetes zweistöckiges Bootshaus                                                                                |
| 22    | Luther and Anna Walter Boathouse                    |                                                     | 2005 ID-Nr. 05001494                           | 9574 Country Club Road 45° 51′ 57″ N, 89° 42′ 16″ W       | Town of Minocqua      | 1930 am Lake Minocqua im Craftsman Style errichtetes Bootshaus                                                                              |
| 23    | West Side School                                    | West Side School                                    | 2009 ID-Nr. 09000124                           | 718 West Phillip Street 45° 38′ 27,3″ N, 89° 25′ 29,5″ W  | Rhinelander           | 1928 im neugotischen Stil errichtetes und 1939 erweitertes Schulgebäude; heute Apartments                                                   |
| 24    | William H. Yawkey Boathouse                         |                                                     | 2009 ID-Nr. 09001198                           | 7090 Woodson Street 45° 48′ 32,1″ N, 89° 43′ 14,4″ W      | Hazelhurst            | 1917 am Lake Katherine errichtetes zweistöckiges Bootshaus                                                                                  |